# Dentimachus politus
Dentimachus politus är en stekelart som först beskrevs av Heinrich Habermehl 1922.
Dentimachus politus ingår i släktet Dentimachus och familjen brokparasitsteklar. Arten är reproducerande i Sverige. Inga underarter finns listade i Catalogue of Life.